# Петрівщина (станція метро)
53°51′53″ пн. ш. 27°29′10″ сх. д. / 53.86472° пн. ш. 27.48611° сх. д.
Петрі́вщина (біл. Пятро́ўшчына) — станція Московської лінії Мінського метрополітену. Розташована між станціями «Міхалово» і «Малинівка». Відкрита 7 листопада 2012 року у складі четвертої черги Московської лінії. До 3 червня 2014 року була кінцевою.

## Виходи
Станція розташована під рогом проспекту Дзержинського і вул. Семашка.

## Опис
Станція односклепінна мілкого закладення, має два вестибюлі. В оздобленні провідна тема — природа. Зокрема, за задумом художників на станції зображена зимова зоряна ніч. У стелю вмонтували приблизно 400 світлодіодних ламп. Мармур, нержавіюча сталь, металокераміка є основними матеріалами оздоблення. На станції заставлено тактильне покриття.

## Колійний розвиток
Станція з колійним розвитком - 6-стрілочні оборотні тупики з боку станції «Малинівка».

## Пересадки
- Автобус: 57, 74с, 75, 84, 103, 118с, 122э, 150, 170э;
- Тролейбус: 10, 25, 32, 40, 45, 64;
- Приміські автобуси: 277, 324, 325, 355, 357, 363, 402